# Агиос Павлос (дем Неаполи-Сикиес)
Вижте пояснителната страница за други значения на Агиос Павлос.
Агиос Павлос (на гръцки: Άγιος Παύλος) е северно предградие на град Солун, Гърция. Част е от дем Неаполи-Сикиес и населението му е 7978 жители (2001).